# Sreten Banović
Sreten Banović est un footballeur yougoslave né le 7 février 1942 à Cetinje (Monténégro). Cet attaquant a joué une saison à l'US Valenciennes-Anzin.

## Carrière de joueur
- FK Lovćen Cetinje ( Monténégro)
- avant 1967 : OFK Belgrade ( Serbie)
- 1967-1969 : RFC de Liège ( Belgique)
- 1969-1970 : US Valenciennes Anzin ( France) (en Division 1)
- 1971-1974 : KAA La Gantoise ( Belgique)

## Palmarès
- International yougoslave

## Source
- Marc Barreaud, "Dictionnaire des footballeurs étrangers du championnat professionnel français (1932-1997)", L'Harmattan, 1997